# تپه زوی خزینه
تپه زوی خزینه مربوط به دوره اشکانیان - دوره ساسانیان است و در شهرستان تکاب، بخش مرکزی، دهستان انصار، روستای تاشه کبود واقع شده و این اثر در تاریخ ۷ اسفند ۱۳۸۵ با شمارهٔ ثبت ۱۷۶۸۱ به‌عنوان یکی از آثار ملی ایران به ثبت رسیده است.